# هیگاشی‌میوشی، توکوشیما
هیگاشی‌میوشی (به لاتین: Higashimiyoshi) یک منطقهٔ مسکونی در ژاپن است که در استان توکوشیما واقع شده‌است. هیگاشی‌میوشی  ۱۶٬۳۰۵ نفر جمعیت دارد.